# Назарбаев Университет
Назарбаев Университет (НУ) (каз. Назарбаев Университетi) — высшее учебное заведение в Астане, открытое по инициативе первого президента Республики Казахстан — Н. А. Назарбаева. Начал приём первых студентов с сентября 2010 года. Преподавание ведётся полностью на английском языке.
Университет призван стать национальным брендом высшего образования Казахстана, сочетая преимущества национальной системы образования и лучшую мировую научно-образовательную практику. Органами управления университета являются Исполнительный совет, Попечительский совет и Высший попечительский совет.

## История
17 октября 2009 года прошло первое очное заседание Совета директоров АО «Новый университет Астаны». На заседании была утверждена «Стратегия развития университета на 2010—2012 гг.»
7 апреля 2010 года премьер-министра Республики Казахстан К. К. Масимов провёл встречу с представителями международной академической, научной и деловой общественности для обсуждения стратегии развития Нового университета Астаны. 
7 июня 2010 года университет, в соответствии с постановлением Правительства Казахстана, изменил название на «Назарбаев Университет»
Осенью 2010 года университет принял первых студентов на подготовительную программу «Foundation».
22 декабря 2010 года — Мажилис одобрил законопроект о статусе «Назарбаев Университета».
19 января 2011 года президентом РК подписан Закон РК "О статусе «Назарбаев Университет», «Назарбаев Интеллектуальные школы» и «Назарбаев Фонд».
15 июня 2011 года университет сменил юридический статус и стал называться «Автономная организация образования „Назарбаев Университет“». Университет работает по собственным образовательным стандартам и не администрируется Министерством образования и науки РК. Деятельность вуза регулируется специальным Законом Республики Казахстан от 19 января 2011 года «О статусе „Назарбаев Университет“», «Назарбаев Интеллектуальные школы» и «Назарбаев Фонд».
10 декабря 2011 года в ходе заседания Попечительского совета были утверждены правила приёма на обучение по программе предуниверситетской подготовки в Подготовительный центр университета, а также обсуждены основные направления деятельности университета в 2012 году.
В 2012 году открыты Высшая школа государственной политики и Высшая школа образования.
В 2013 году открыта программа Executive MBA в Высшей школе бизнеса. Также в 2013 году утверждена Стратегия Назарбаев Университета на 2013-2020 годы Высшим попечительским советом.
В 2014 году состоялось открытие пилотного технопарка.
В июне 2015 года в Назарбаев Университете состоялся первый выпускной. 380 бакалавров и 142 магистранта получили дипломы НУ.
В сентябре 2015 года состоялось открытие Школы Медицины Назарбаев Университета с первым набором студентов на программу Доктора Медицины (M.D.)
24 декабря 2015 года в соответствии со статьей 3 Закона РК от 18 февраля 2011 года «О науке», Указом Президента Республики Казахстан от 7 декабря 2010 года № 1118 «Об утверждении Государственной программы развития образования РК на 2011—2020 годы» Правительством РК автономной организации образования «Назарбаев Университет» был присвоен статус исследовательского университета, а также утверждена Программа развития исследовательского университета автономной организации образования «Назарбаев Университет» на 2016—2020 годы.
В 2016 год состоялся запуск первой программы ABC Quick Start Acceleration.
В 2017 году создан Альянс азиатских университетов. Состоялась публикация отчета независимой внешней оценки EUA.
В 2018 году утверждена Стратегия Назарбаев Университета на 2018-2030 годы Высшим попечительским советом.
В 2019 году произошла реструктуризация Школы инженерии, Школы наук и технологий, а также Школы гуманитарных и социальных наук в две школы: Школу инженерии и цифровых наук и Школу естественных, социальных и гуманитарных наук.
В 2020 году Программа предуниверситетской подготовки Назарбаев Университета успешно прошла международную аккредитацию BALEAP. Также в 2020 году магистерские программы Высшей школы государственной политики НУ были аккредитованы Европейской ассоциацией по аккредитации программ в области государственного и муниципального управления (EAPAA). 
В 2021 году Университетский медицинский центр (UMC) был аккредитован JCI как единый медицинский центр. NU получил полноправное членство в Европейской ассоциации университетов и Европейской сети академической честности.
В сентябре 2023 года вуз впервые включен в международный рейтинг Times Higher Education, став одним из 1904 международных университетов, оцененных комиссией Times. По итогам оценки, университет вышел на 500-600 место, оказавшись в 30 % лучших университетов в рейтинге. Этот показатель выше любого университета в стране или регионе. Среди университетов моложе 50 лет, Назарбаев Университет занимает 69-е место в мире . Университет по международному рейтингу является лучшим университетом Средней Азии и Кавказа. В 2024 году NU вошёл в топ 24-29 % лучших мировых вузов по версии Times Higher Education [18]. Следующей стратегической целью университета будет вступление в 20 % университетов THE World University Rankings.
В 2025 году ученые из Назарбаев Университет в партнерстве с Пекинским институтом открытых исходных кодов представили первый в истории страны процессор разработанный в Казахстане. Процессор имеет архитектуру RISC-V.

## Структура
Назарбаев Университет состоит из восьми академических подразделений: семь школ и один центр.
1. Центр предуниверситетской подготовки (CPS)
2. Школа инженерии и цифровых наук (SEDS)
3. Школа естественных, социальных и гуманитарных наук (SSH)
4. Высшая школа бизнеса (GSB)
5. Высшая школа государственной политики (GSPP)
6. Высшая школа образования (GSE)
7. Школа медицины (NUSOM)
8. Школа горного дела и наук о Земле (SMG)

Также, при университете есть центр научно-инновационная система Назарбаев университета (NURIS)  и библиотека университета. 

## Международные партнёры
- University of Wisconsin-Madison является партнёром школы естественных, социальных и гуманитарных наук.[15][16]
- Fuqua Business School of Duke University является партнёром высшей школы бизнеса.[17][18][19]
- Lee Kuan Yew School of Public Policy of the National University of Singapore является партнёром высшей школы государственной политики.
- University of Pennsylvania и Cambridge University являются партнёрами высшей школы образования.
- University of Pittsburgh является партнёром школы медицины.
- Colorado School of Mines является партнёром школы горного дела и наук о Земле.

## Руководство
В соответствии с Законом Республики Казахстан от 19 января 2011 года «О статусе „Назарбаев Университет“», «Назарбаев Интеллектуальные школы» и «Назарбаев Фонд» органами управления университета являются:
- Высший попечительский совет
- Попечительский совет университета
- исполнительные органы университета

Высший попечительский совет. Высший орган управления Назарбаев Университетом, Назарбаев Интеллектуальными школами и Назарбаев Фондом. К компетенции Совета относятся выработка политики учреждений и принятие решений по вопросам организации и управления учреждениями. До 29 июня 2023 года первым председателем Совета являлся экс-президент РК Нурсултан Назарбаев, однако во втором чтении сенат одобрил поправки в закон РК от 19 января 2011 года «О статусе Назарбаев университета, Назарбаев интеллектуальных школ и Назарбаев фонда», согласно которым Нурсултан Назарбаев не будет возглавлять высший попечительский совет Назарбаев университета, Назарбаев интеллектуальных школ и Назарбаев фонда.
Попечительский совет Назарбаев Университета:
- президент — доктор Вакар Ахмад (с 28 июня 2024 года);
- Управляющий совет.

## Статистика
- 7089 студентов, из них:
  - 4790 студентов бакалавриата
  - 1652 последипломников
- 1193 сотрудников
- Более 20 жилых и нежилых зданий

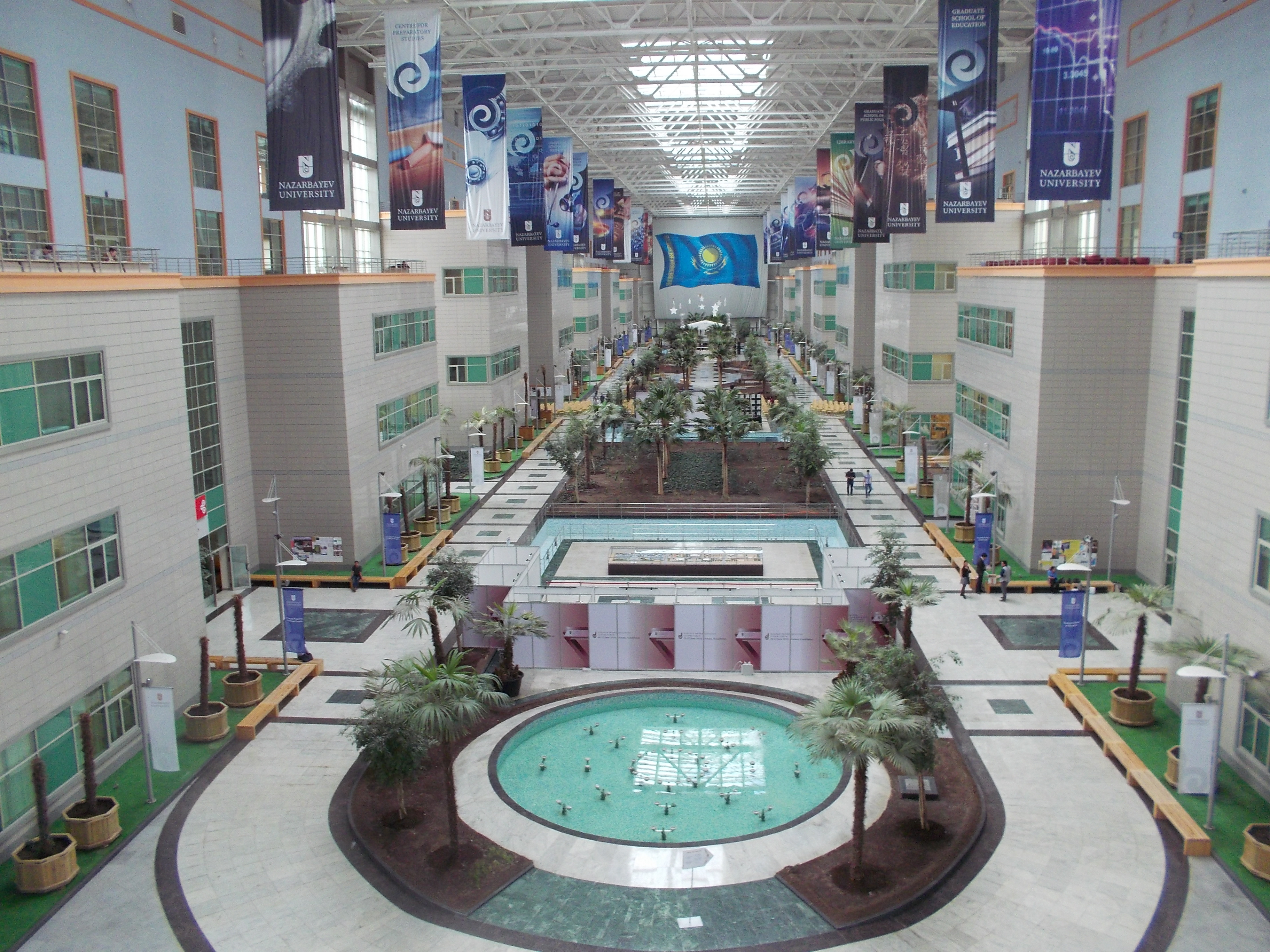
Атриум главного здания университета

- Более 270 исследовательских и учебных лабораторий
- Технопарк